# (1777) Gehrels
Pour les articles homonymes, voir Gehrels.
(1777) Gehrels est un astéroïde de la ceinture principale.

## Description
(1777) Gehrels est un astéroïde de la ceinture principale. Il fut découvert par le programme PLS le 24 septembre 1960 à l'observatoire Palomar. Il présente une orbite caractérisée par un demi-grand axe de 2,6264 UA, une excentricité de 0,0175 et une inclinaison de 3,1479° par rapport à l'écliptique.
Il fut nommé en hommage à l'astronome néerlando-américain Tom Gehrels, contributeur du programme Spacewatch, découvreur de comètes et de nombreux astéroïdes.

## Compléments